# ヤベジノ
ヤベジノ（ロシア語: Ябедино）は、ロシア連邦モスクワ州イストラ地区にある集落（デレヴニャ）。

## 概要
人口140人（2010年）程の小さな集落である。村内には4か所の園芸組合が存在する。
ヤベジノはヴォロコラムスク高速道路の南側、マラヤ・イストラ川の左岸に沿って位置している。イストラからは南西に6km程の所であり、海抜は165m。